# Jean-Baptiste de Lagrevol
Pour les articles homonymes, voir Lagrevol (homonymie).
Jean-Baptiste de Lagrevol est un homme politique français (1760 - 1793). 
Homme de loi, il devient juge au tribunal d'Yssingeaux et est élu député de la Haute-Loire en 1791 pendant la Législative, prenant une part active aux débats parlementaires. Arrêté sur l'ordre de Solon Reynaud, et décédé pendant son transfert au Puy, dans une auberge à l'entrée d'Yssingeaux

## Sources
- « Jean-Baptiste de Lagrevol », dans Adolphe Robert et Gaston Cougny, Dictionnaire des parlementaires français, Edgar Bourloton, 1889-1891 [détail de l’édition]